# 25001 Pacheco
25001 Pacheco este un asteroid din centura principală de asteroizi.

## Descriere
25001 Pacheco este un asteroid din centura principală de asteroizi. A fost descoperit pe 31 iulie 1998 la Costitx de Ángel López. El prezintă o orbită caracterizată de o semiaxă mare de 2,60 ua, o excentricitate de 0,28 și o înclinație de 19,0° în raport cu ecliptica.